# Wolfgang Plottke
Wolfgang Plottke, född den 31 juli 1948 i Klein Lukow i Tyskland, död 21 mars 2024, var en västtysk roddare.
Han tog OS-brons i fyra utan styrman i samband med de olympiska roddtävlingarna 1972 i München.